# Потапенко Микола Филимонович
Микола Филимонович (Пилипович) Потапенко (20 серпня 1905, село Івашківка, тепер Чернігівського району Чернігівської області — ?) — український радянський діяч, 1-й секретар Варвинського районного комітету КП(б)У Чернігівської області, секретар Чернігівського обласного комітету КП(б)У.

## Життєпис
Член ВКП(б) з 1927 року.
Перебував на відповідальній партійній роботі.
Під час німецько-радянської війни з квітня 1942 року служив капітаном 20-ї стрілецької бригади внутрішніх військ НКВС СРСР.
На 1947—1948 роки — 1-й секретар Варвинського районного комітету КП(б)У Чернігівської області.
У 1949—1950 роках — завідувач відділу партійних, профспілкових і комсомольських органів Чернігівського обласного комітету КП(б)У.
У квітні (затв.) 1950 — вересні 1952 року — секретар Чернігівського обласного комітету КП(б)У.
У вересні 1952—1959 роках — завідувач відділу партійних, профспілкових і комсомольських органів (партійних органів) Чернігівського обласного комітету КПУ.
У 1959—1963 роках — голова Партійної комісії при Чернігівському обласному комітеті КПУ.
Подальша доля невідома.

## Звання
- старший політрук
- капітан

## Нагороди
- два ордени Трудового Червоного Прапора (23.01.1948, 26.02.1958)
- медалі